# دريلو
دريلو (بالفارسية: دریلو) هي منطقة سكنية تقع في إيران في Minjavan-e Sharqi Rural District. يقدر عدد سكانها بـ 429 نسمة .